# Aguada de Pasajeros
Aguada de Pasajeros är en ort i Kuba.   Den ligger i kommunen Municipio de Aguada de Pasajeros och provinsen Provincia de Cienfuegos, i den västra delen av landet, 180 km sydost om huvudstaden Havanna. Aguada de Pasajeros ligger 24 meter över havet och antalet invånare är 23 606.
Terrängen runt Aguada de Pasajeros är platt, och sluttar västerut. Runt Aguada de Pasajeros är det ganska glesbefolkat, med 45 invånare per kvadratkilometer. Aguada de Pasajeros är det största samhället i trakten. Omgivningarna runt Aguada de Pasajeros är en mosaik av jordbruksmark och naturlig växtlighet.